# Шрёттер, Леопольд Фридрих фон
Барон Леопольд Фридрих фон Шрёттер (нем. Friedrich Leopold von Schrötter;  1 февраля 1743, замок Гросс Вонсдорф, Восточная Пруссия (ныне — посёлок Курортное, Правдинский городской округ) — 30 июня 1815, Берлин) — королевский прусский государственный деятель, министр по делам Восточной Пруссии (1795—1810), сторонник реформ, александровский кавалер (1807).

## Биография

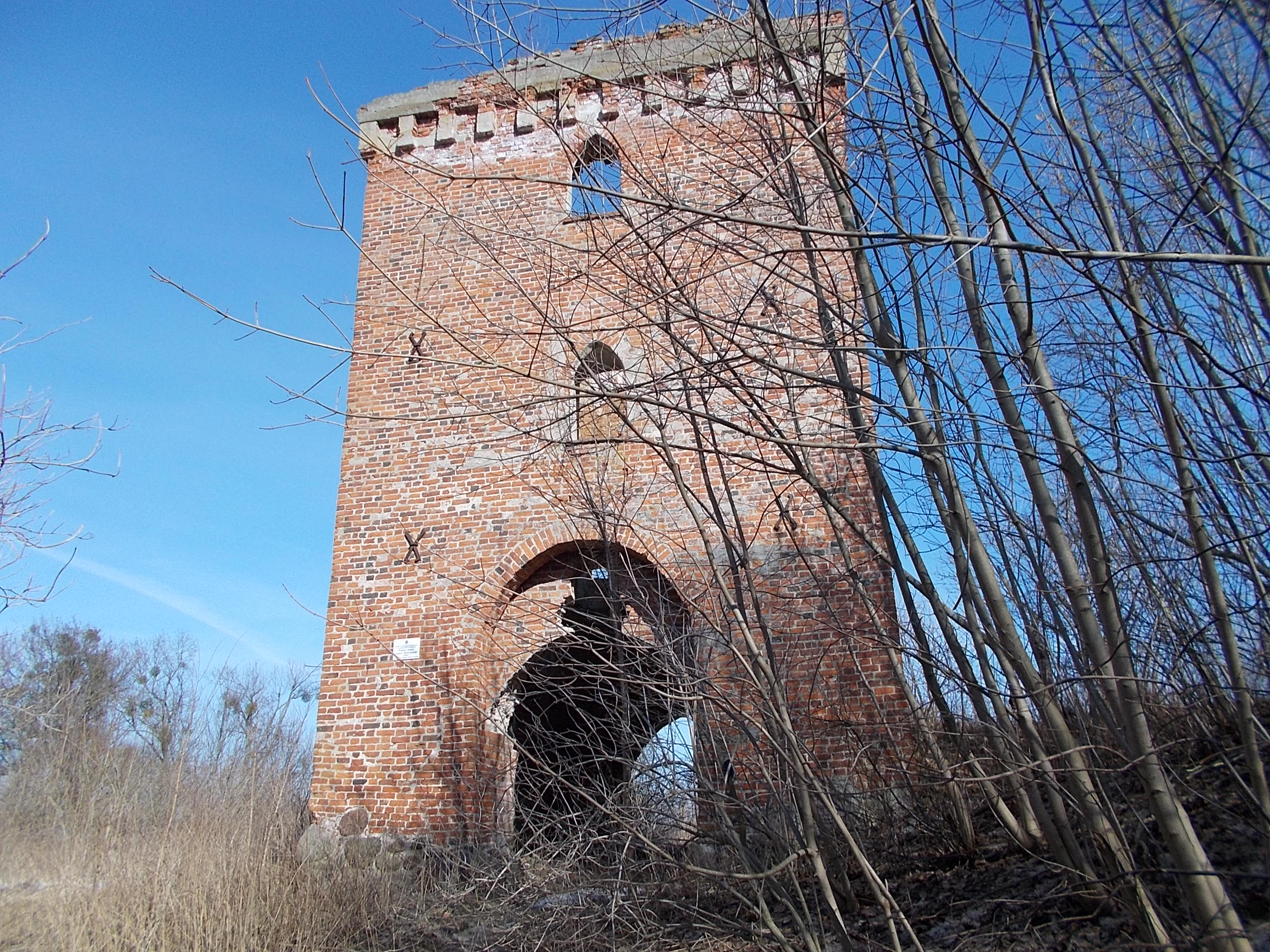
Руины замка Гросс Вонсдорф. Фотография 2013 года.

Родился в 1743 году в семейном замке Гросс Вонсдорф, Восточная Пруссия (ныне — посёлок Курортное), в семье Фридриха Вильгельма фон Шрётера (1712–1790) и его супруги Елены-Барбары, урождённой фон дер Грёбен, дочери прусского армейского подполковника.
В четырнадцатилетнем возрасте вступил в драгунский полк и принимал участие в Семилетней войне.
С 1791 года Шрёттер был обер-президентом Кёнигсберга. В 1795 году был назначен министром по делам Восточной Пруссии и с этого времени работал преимущественно в Берлине.
Курируя, по долгу службы, Кёнигсбергский университет, поддерживал его профессоров, в том числе Иммануила Канта. Следил за повышением уровня образования прусских чиновников на местах. Он занялся изучением политической экономии под руководством Крауса, который первый распространил в Германии учение Адама Смита, и требовал от своих подчинённых посещать его лекции. 
Шрёттер принадлежал к числу тех прусских государственных деятелей, которые еще до Йенской катастрофы осознавали необходимость реформ. В 1806 году он представил королю Фридриху Вильгельму III проект ряда административных преобразований, осуществлению которых, однако, помешала вспыхнувшая вскоре война с Францией. После Тильзитского мира, когда реформы в Пруссии, с некоторым опозданием, начались, их руководитель, Карл фон Штейн нашел в фон Шрёттере талантливого помощника. Особенно важным было участие фон Шрёттера в освобождении крестьян. Шрёттер также участвовал и в составлении городового положения 1808 года. В том же году Шрёттер оставил свой министерский пост.
В последние годы жизни (с 1810) фон Шрёттер был членом Тайного государственного совета, решительным противником Наполеона; во внешней политики поддерживал сближение Пруссии и России. Русским императором Александром I фон Шрёттер в 1807 году был награждён орденом Святого Александра Невского.
Скончался в 1815 году в Берлине.
Немецкому населению Восточной Пруссии фон Шрёттер запомнился как эффективный и деятельный лидер.
Когда в Мемеле (ныне Клайпеда) в 1907 году был воздвигнут памятник «Боруссия» то у его подножия были установлены бюсты выдающихся людей Пруссии, в том числе, фон Шрёттера. В 1941—45 годах город Плоцк в оккупированной немцами Польше именовался Шрёттерсбургом.